# Microtityus dominicanensis
Espèce
Microtityus dominicanensis est une espèce de scorpions de la famille des Buthidae.

## Distribution
Cette espèce est endémique de République dominicaine. Elle se rencontre dans les provinces de San José de Ocoa et de San Cristóbal.

## Description
La femelle holotype mesure 16,65 mm.
Les femelles mesurent de 17 à 21 mm.

## Étymologie
Son nom d'espèce, composé de dominican[a] et du suffixe latin -ensis, « qui vit dans, qui habite », lui a été donné en référence au lieu de sa découverte, la République dominicaine.

## Publication originale
- Santiago-Blay, 1985 : « Microtityus dominicanensis: a new scorpion from the Dominican Republic, West Indies (Scorpiones: Buthidae). » Entomological News, vol. 96, no 1, p. 1-6 (texte intégral).